# Oenothera stricta
Oenothera stricta là một loài thực vật có hoa trong họ Anh thảo chiều. Loài này được Ledeb. ex Link mô tả khoa học đầu tiên năm 1821.

## Hình ảnh

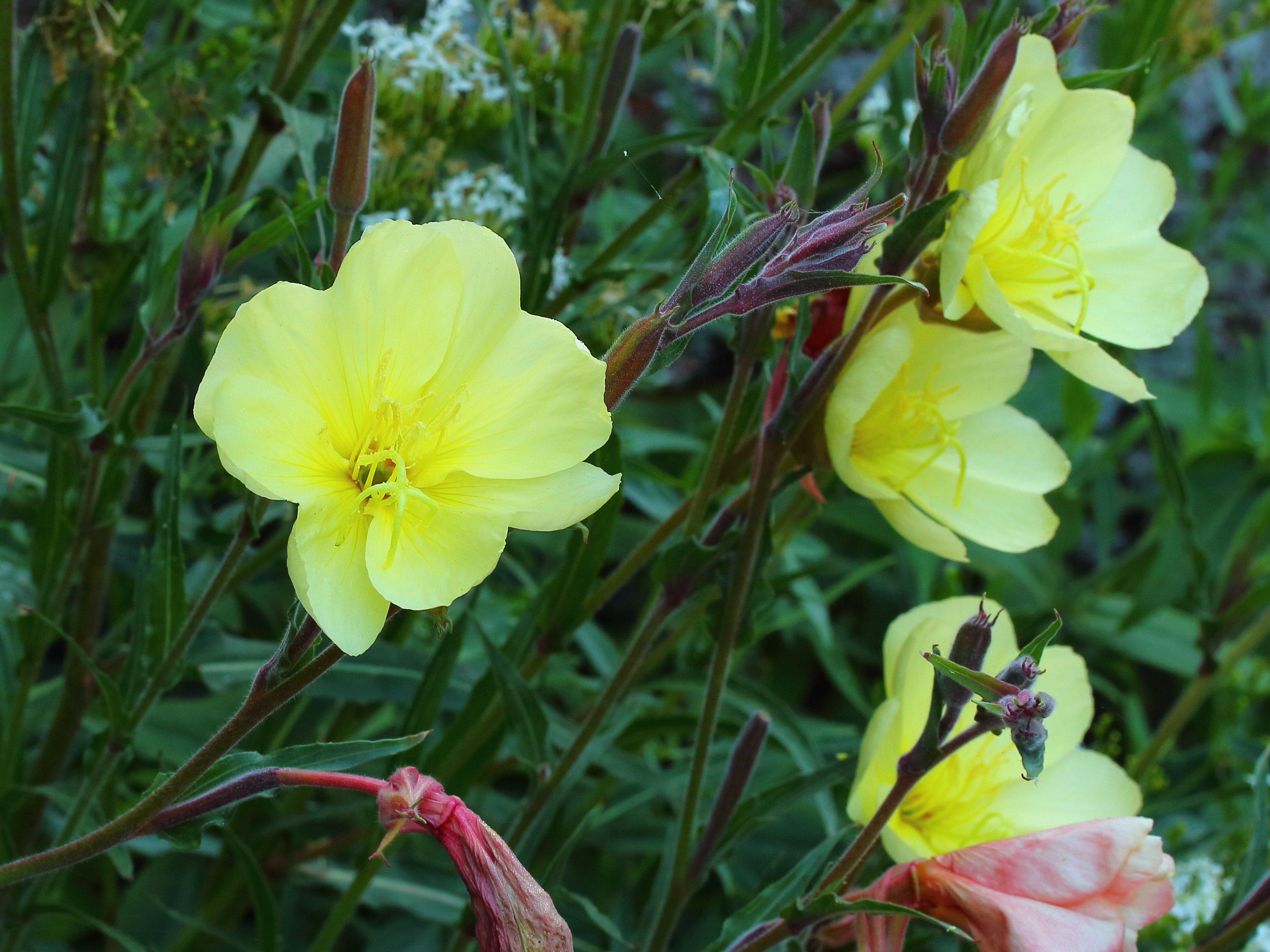
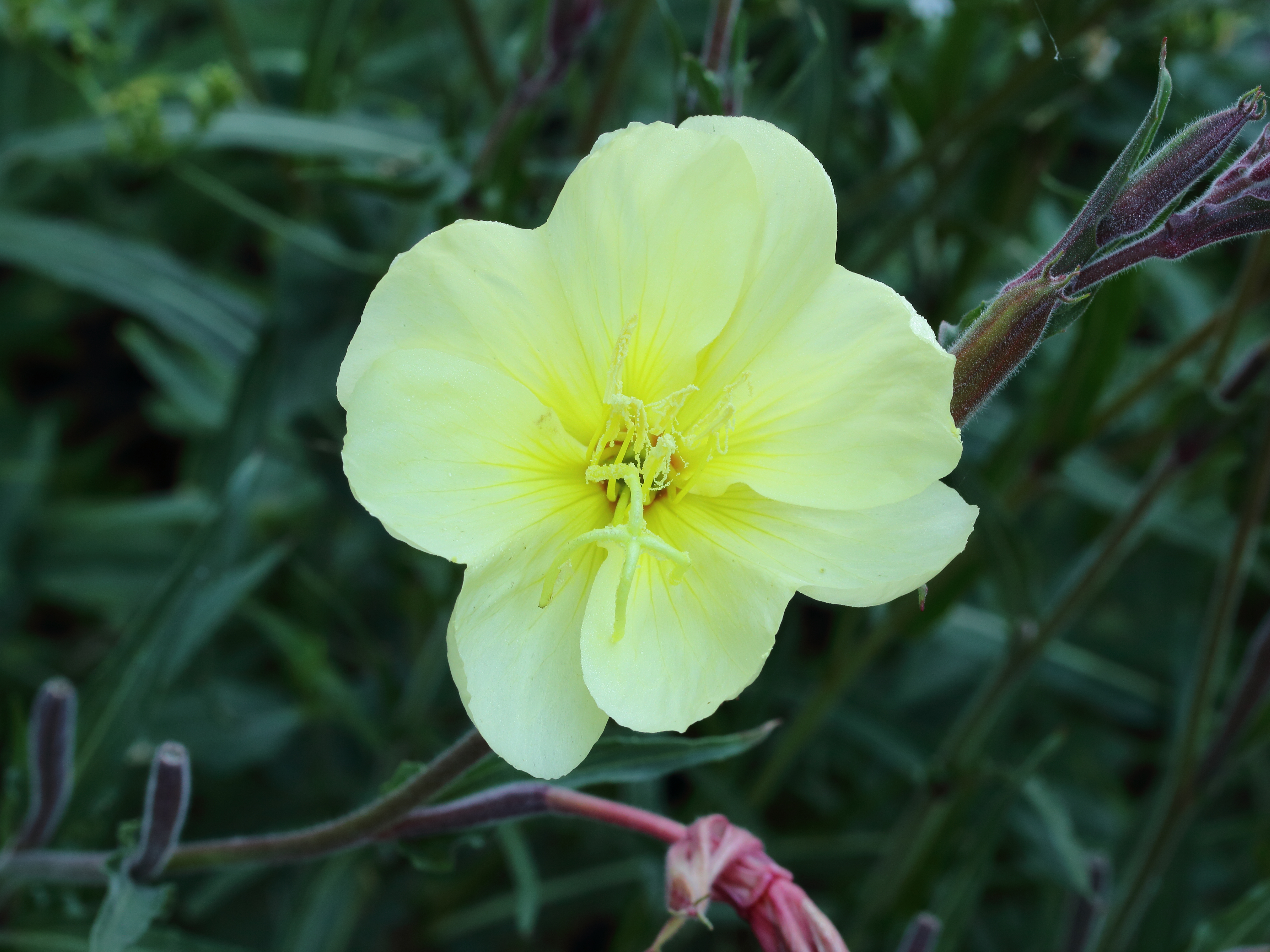
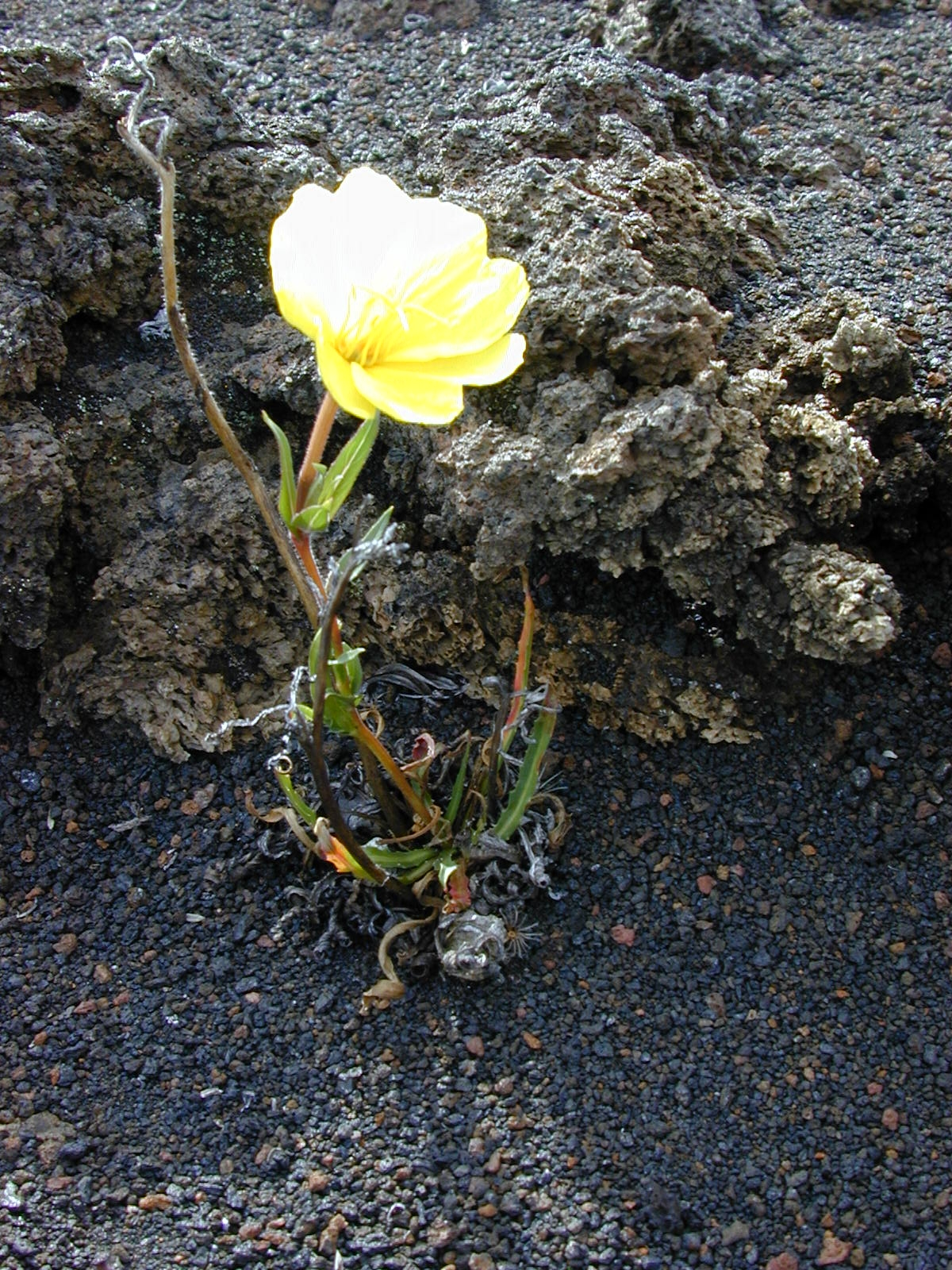
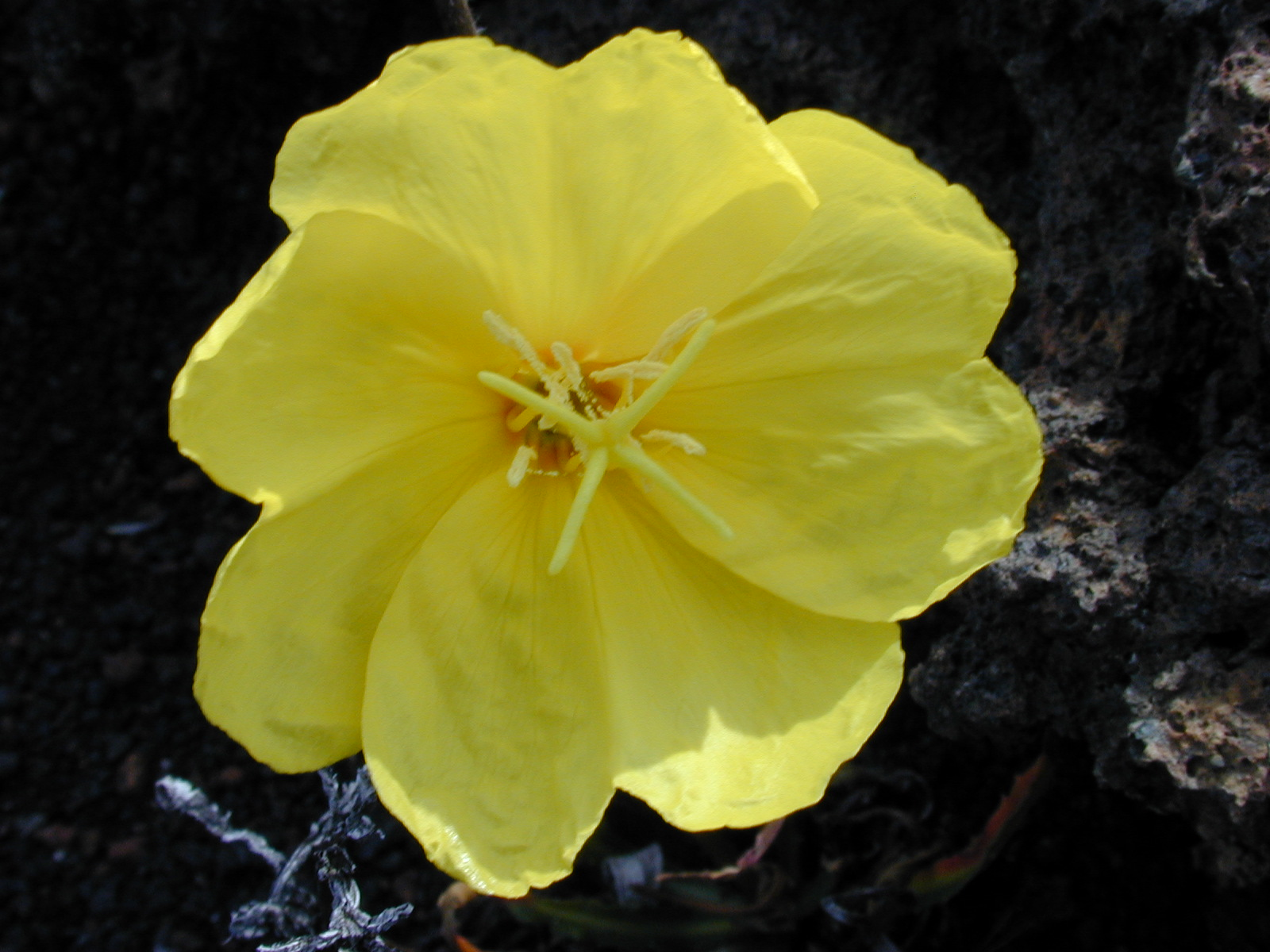